# Reprezentacja Afganistanu w piłce wodnej mężczyzn
Reprezentacja Afganistanu w piłce wodnej mężczyzn – zespół, biorący udział w imieniu Afganistanu w meczach i sportowych imprezach międzynarodowych w piłce wodnej, powoływany przez selekcjonera, w którym mogą występować wyłącznie zawodnicy posiadający obywatelstwo afgańskie. Za jej funkcjonowanie odpowiedzialny jest Afgański Związek Pływacki (ANSF), który jest członkiem Międzynarodowej Federacji Pływackiej.

## Historia
W 2008 reprezentacja Afganistanu rozegrała swój pierwszy oficjalny mecz.

## Udział w turniejach międzynarodowych

### Igrzyska olimpijskie
Reprezentacja Afganistanu żadnego razu nie występowała na Igrzyskach Olimpijskich.

### Mistrzostwa świata
Dotychczas reprezentacji Afganistanu żadnego razu nie udało się awansować do finałów MŚ.

### Puchar świata
Afganistan żadnego razu nie uczestniczył w finałach Pucharu świata.

### Igrzyska azjatyckie
Afgańskiej drużynie żadnego razu nie udało się zakwalifikować na Igrzyska azjatyckie.